# Duguetia confinis
Duguetia confinis (Engl. & Diels) Chatrou – gatunek rośliny z rodziny flaszowcowatych (Annonaceae Juss.). Występuje naturalnie w Gabonie, Kongo oraz północnej Angoli. 

## Morfologia
PokrójZimozielone drzewo dorastające do 30 m wysokości. Kora ma szarobrunatną barwę. Młode pędy są owłosione.
LiścieMają podłużnie lancetowaty kształt. Mierzą 20–40 cm długości oraz 4–11 cm szerokości. Są skórzaste, owłosione od spodu. Nasada liścia jest zaokrąglona. Blaszka liściowa jest o spiczastym wierzchołku. Są siedzące lub osadzone na ogonku liściowym.
KwiatySą pojedyncze lub zebrane po 2–3 w bardzo gęste grona, rozwijają się w kątach pędów. Działki kielicha mają owalny kształt, są omszone i dorastają do 14–17 mm długości. Płatki mają podłużnie owalny kształt i osiągają do 15–25 mm długości.
OwocePojedyncze mają odwrotnie piramidalny kształt, zebrane w owoc zbiorowy o kształcie od jajowatego do kulistego. Osiągają 4–6 cm długości i 3,5–4 cm szerokości.

## Biologia i ekologia
Rośnie w wilgotnych lasach.